# Die perfekte Kandidatin
 Die perfekte Kandidatin (Originaltitel المرشحة المثالية, DMG al-Muraššaḥa al-miṯāliyya, The Perfect Candidate) ist eine Filmkomödie von Haifaa Al Mansour, die am 29. August 2019 im Rahmen der Filmfestspiele von Venedig ihre Weltpremiere feierte und am 12. März 2020 in die deutschen Kinos kam.

## Handlung
Seit Jahren hat die junge saudische Ärztin Maryam vergeblich versucht zu erreichen, dass die Zufahrtsstraße zu ihrer Klinik asphaltiert wird. Schließlich ist sie von den Zuständen rund um das Krankenhaus und von ihren eingeschränkten Möglichkeiten als Frau so empört, dass sie sich als Kandidatin für den Stadtrat aufstellen lässt. Ihre Kampagne kommt gut an, auch wenn ihr mit dem langjährigen Amtsinhaber ein scheinbar übermächtiger Konkurrent gegenüber steht.

## Produktion

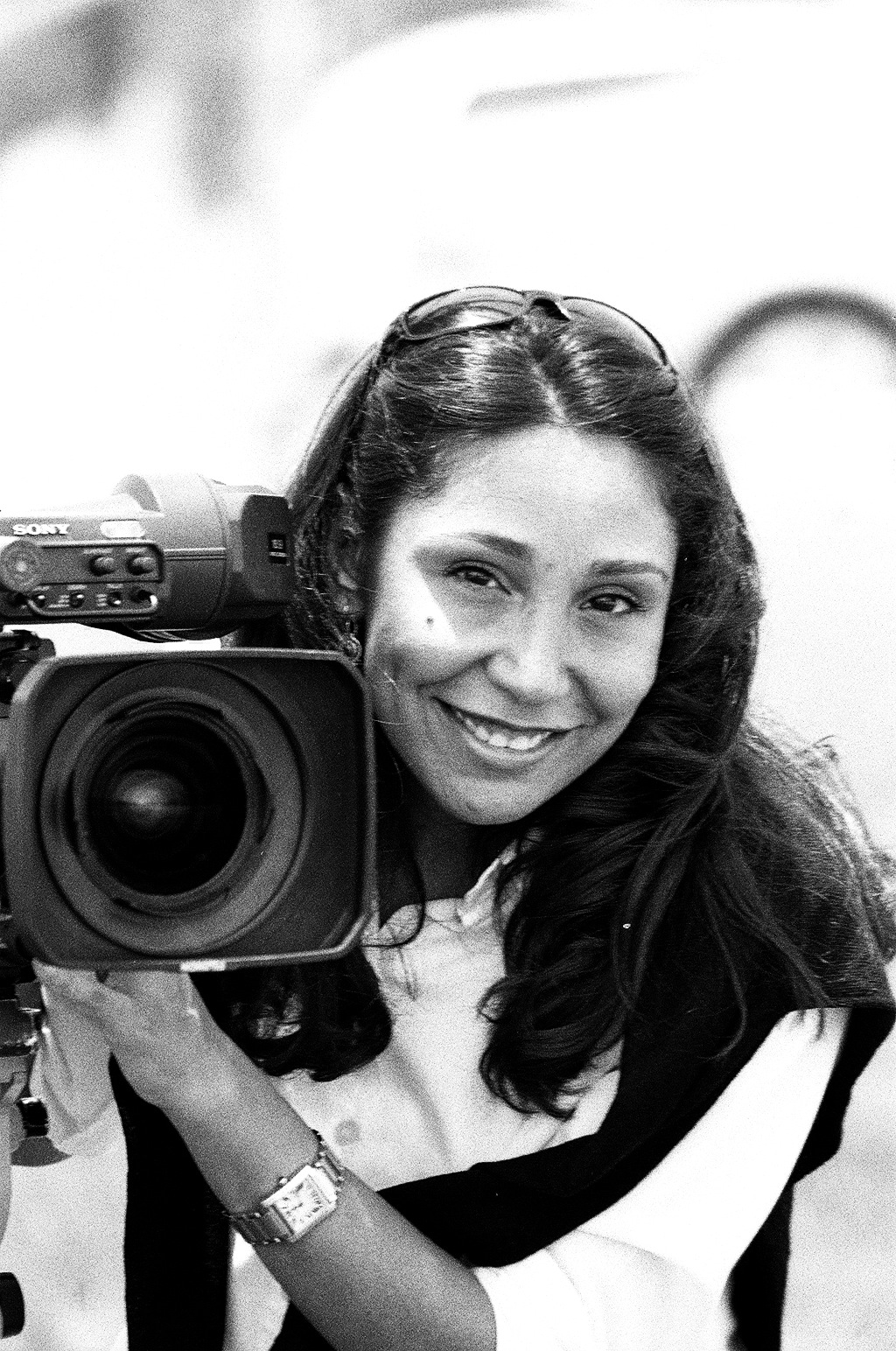
Regisseurin Haifaa Al Mansour

Regie führte Haifaa Al Mansour, die gemeinsam mit Brad Niemann auch das Drehbuch schrieb.
Der Film erhielt eine Produktionsförderung von der Filmförderungsanstalt in Höhe von 300.000 Euro, vom Medienboard Berlin-Brandenburg von 300.000 Euro und von der Mitteldeutschen Medienförderung in Höhe von 300.000 Euro.
Die Dreharbeiten fanden im Frühjahr 2019 in der saudi-arabischen Hauptstadt Riad statt. Als Kameramann fungierte Patrick Orth. Deutsche Ko-Produktionsfirma ist die Razor Film Produktion in Berlin.
Ab 29. August 2019 wurde der Film bei den Filmfestspielen von Venedig im Hauptwettbewerb gezeigt, wo er um den Goldenen Löwen konkurrierte. Im September 2019 wurde der Film beim Toronto International Film Festival im Rahmen der Sektion Contemporary World Cinema und im Oktober 2019 beim London Film Festival im offiziellen Wettbewerb gezeigt, Ende Oktober 2019 auch bei den Internationalen Hofer Filmtagen. Im Januar 2020 erfolgte eine Vorstellung beim Palm Springs International Film Festival. Ebenfalls im Januar 2020 wurde er beim Sundance Film Festival in der Sektion Spotlight gezeigt. Der Kinostart in Deutschland erfolgte am 12. März 2020. Am 27. März 2020 sollte er in die Kinos im Vereinigten Königreich kommen. Im Rahmen des Göteborg International Film Festivals soll der Film wegen der Coronavirus-Pandemie als Video-on-Demand zur Verfügung gestellt werden. Ab Anfang September 2020 wird er in der Open-Air-Ausgabe des Festivals des deutschen Films vorgestellt.

## Rezeption

### Kritiken
Der Film konnte bislang 93 Prozent aller Kritiker bei Rotten Tomatoes überzeugen und erhielt hierbei eine durchschnittliche Bewertung von 7,3 der möglichen 10 Punkte.

### Einsatz im Schulunterricht
Das Onlineportal kinofenster.de empfiehlt den Film ab der 9. Klasse für die Unterrichtsfächer Deutsch, Politik, Ethik, Religion, Sozialkunde/Gemeinschaftskunde, Kunst und Darstellendes Spiel und bietet Materialien zum Film für den Unterricht. Dort empfehlen Lisa Haußmann und Hanna Falkenstein unter anderem eine Prüfung, was Schüler über die Regierungsform, den Alltag und die Frauenrechte in Saudi-Arabien wissen.

### Auszeichnungen
Der Film wurde von Saudi-Arabien als Beitrag für die Oscarverleihung 2020 in der Kategorie Bester Internationaler Film eingereicht, gelangte aber nicht in die engere Auswahl. Im Folgenden weitere Nominierungen und Auszeichnungen.
Florida Film Festival 2020
- Auszeichnung als Bester internationaler Spielfilm mit Publikumspreis[16]

Internationale Filmfestspiele von Venedig 2019
- Nominierung für den Goldenen Löwen (Haifaa Al Mansour)
- Auszeichnung mit dem Brian Award der Unione degli Atei e degli Agnostici Razionalisti (Haifaa Al Mansour)

London Film Festival 2019
- Nominierung im Wettbewerb (Haifaa Al Mansour)